# Arbon Valley
Arbon Valley é uma Região censo-designada localizada no estado americano de Idaho, no Condado de Power.

## Demografia
Segundo o censo americano de 2000, a sua população era de 627 habitantes.

## Geografia
De acordo com o United States Census Bureau tem uma área de 
88,3 km², dos quais 88,2 km² cobertos por terra e 0,1 km² cobertos por água.

## Localidades na vizinhança
O diagrama seguinte representa as localidades num raio de 32 km ao redor de Arbon Valley. 